# Stenobiella cardaleae
Stenobiella cardaleae is een insect uit de familie van de Berothidae, die tot de orde netvleugeligen (Neuroptera) behoort. 
Stenobiella cardaleae is voor het eerst wetenschappelijk beschreven door U. Aspöck & H. Aspöck in 1984.